# Zacatepec, Veracruz
Zacatepec är en ort i Mexiko.   Den ligger i kommunen Córdoba och delstaten Veracruz, i den sydöstra delen av landet, 240 km öster om huvudstaden Mexico City. Zacatepec ligger 867 meter över havet och antalet invånare är 557.
Terrängen runt Zacatepec är huvudsakligen kuperad, men den allra närmaste omgivningen är platt. Runt Zacatepec är det tätbefolkat, med 570 invånare per kvadratkilometer. Närmaste större samhälle är Córdoba, 2,7 km öster om Zacatepec. Trakten runt Zacatepec består till största delen av jordbruksmark.